# Narodna knjižnica
Narodna knjižnica je mjesno obavijesno središte koje svojim korisnicima omogućuje neposredan pristup svim vrstama znanja i obavijesti, osigurava uvjete za učenje tijekom cijeloga života te se smatra vitalnom snagom u obrazovanju, kulturi, obavješćivanju, gajenju mira i duhovnog blagostanja. Ona je potpora formalnom i doživotnom obrazovanju, stvara i jača čitalačke navike djece i mladih, potiče kreativnost, promiče svijest o kulturnom naslijeđu, zastupa kulturne različitosti i osigurava pristup kulturnim izvedbama svih izvođačkih umjetnosti. Narodna knjižnica sudjeluje u izgradnji demokratskog društva jer pruža usluge kojima nastoji zadovoljiti obrazovne i informativne potrebe pojedinca te mu pružiti razonodu u slobodno vrijeme.  Važan je javni prostor i mjesto okupljanja, posebice u zajednicama gdje postoji malo drugih mjesta na kojima se ljudi susreću. Zato se ponekad naziva „dnevnom sobom zajednice“ i može djelovati kao pozitivno socijalno iskustvo.  
Najveća organizirana mreža narodnih knjižnica u Hrvatskoj su Knjižnice grada Zagreba.

## Standard za narodne knjižnice
Standardi za narodne knjižnice u Republici Hrvatskoj (Narodne novine, broj 105/97. i 5/98.) sa standardima za pokretne knjižnice - bibliobuse, određuju minimalne uvjete za obavljanje djelatnosti narodnih knjižnica, a na temelju Zakona o knjižnicama te uvažavajući ciljeve i zadaće narodnih knjižnica utvrđene UNESCO-ovim Manifestom za narodne knjižnice iz 1994. godine.
Donosi propise o osoblju, knjižničnim poslovima i preporučenim normama za najčešće poslove, prostoru i opremi te obaveznoj građi, njenom korištenju i postupcima njenog očuvanja. 

## Usluge u narodnoj knjižnici
Opseg usluga koje knjižnica nudi ovisi o veličini knjižnice i zajednice unutar koje djeluje. Neke od njih su: posudba knjiga i druge građe; pružanje obavijesti u tiskanom i elektroničkom obliku, informacijske službe i usluge rezervacije, obrazovanje korisnika u sklopu programa opismenjavanja, međuknjižnična posudba, pristup Internetu. Ove usluge se razvijaju tako da prate promjene u društvu (strukturi obitelji, načinima zapošljavanja, demografske promjene), promjene u kulturnoj raznolikosti i načinima komuniciranja. Tradicionalna kultura se čuva, ali se vodi računa i o uvođenju novih tehnologija.
Također, informacijsko-referalna služba organizira razne aktivnosti i programe u svim jedinicama u mreži narodnih knjižnica gdje postoje prostorne, kadrovske i organizacijske mogućnosti. Događaji u knjižnici u njene prostore dovode nove ljude, a to su potencijalni korisnici knjižnice. Njihovo priređivanje traži vrijeme i energiju djelatnika, suradnju s odgovarajućim lokalnim i regionalnim organizacijama i određena financijska sredstva. S obzirom na to da se radi o dodatnim aktivnostima, ona treba dobro proračunati što je i u kojoj mjeri potrebno za i korisno za nju samu i javnost.  
Održavanjem aktivnosti u svojim prostorima, narodna knjižnica promiče svoj rad te postiže jedan od svojih ciljeva definiranih misijom – pomaganje pri oblikovanju i održavanju kulturnog identiteta zajednice i promicanju kulture u svoj njenoj raznolikosti. Prije svakog osmišljavanja usluge, poželjna je analiza konkurenata, odnosno svakog tko ima iste namjere u zadovoljavanju korisnikovih potreba i obraćanje pozornosti na prijetnju od proizvoda kojima korisnici mogu zadovoljiti istu potrebu. Uzimajući u obzir da danas knjižnice imaju sve veću konkurenciju u uslugama računalne tehnologije, njena ponuda treba biti još atraktivnija, kvalitetnija, dostupnija, drugačija.

## Marketing u narodnoj knjižnici
Manjkavosti ukupne kulturne, obrazovne i informacijske politike uzrokuju to da mnogi korisnici nisu svjesni svojih informacijskih potreba koje bi mogli zadovoljiti u knjižnici. U nastojanju da u što većoj mjeri ublaže te probleme, knjižnice se služe marketingom i dobrom vlastitom organizacijom jer ponuda stvara potražnju, što znači da dobre usluge uvijek nalaze svoje korisnike. Bit marketinga uključuje pronalaženje želja korisnika knjižnice, a zatim zadovoljavanje tih potreba. Usluge gotovo potpuno ovise o zadovoljnom korisniku i onome što će on o njima dalje govoriti. Zato je integracija marketinga u knjižnice dobrodošla, jer ističe i ponavlja osnovne vrijednosti i uvjerenja struke u ovom trajno promjenjivom okruženju i pomaže bilo kojoj organizaciji ispuniti ciljeve. Marketing je dio paradigme promjena u kojoj je knjižnica viđena kao uslužna ustanova usmjerena na zadovoljavanje korisničkih potreba, svjesna da potporu zajednice treba zaraditi dokazujući da je potrebna toj zajednici. Marketing gradi dobre odnose s korisnicima te pridonosi pozitivnom odnosu s medijima, poduzećima, lokalnim vladinim agencijama i organizacijama. Osnovni cilj je djelovati na pojedine segmente uže i šire javnosti u okruženju ustanove radi stvaranja željene slike o samoj ustanovi i njenim aktivnostima. U tom procesu sudjeluju svi knjižničari. 
Početni marketinški zadatak knjižnice jest utvrditi potrebe i želje zajednice, odnosno prikupiti informacije o lokalnoj zajednici i njenim potrebama koje treba zadovoljiti, kao i način na koji percipiraju knjižnicu. Određivanje profila zajednice neophodno je za planiranje organiziranje i kontrolu procesa poslovanja, odnosno razvoja službe i njene promidžbe u odnosu na potrebe zajednice.  Ovaj zadatak može se ostvariti organiziranjem sastanaka, upitnika,  anketa ili fokus grupa i razgovarajući s ljudima koji posjećuju knjižnicu, ali i onima koji to ne čine. Knjižnica mora naglasiti inovativnost, kreativnost, inicijativu i predvidjeti potrebe korisnika, ne smije čekati i pitati ih za zahtjeve. Nakon otkrivanja korisnikovih želja, knjižničar je u stanju planirati marketinške ciljeve, sredstva koja će se koristiti te strategije potrebne za postizanje ciljeva. Ciljevi trebaju biti mjerljivi, kako bi se osigurala učinkovita procjena. U procesu postizanja ciljeva, bitna je promidžba usluga i proizvoda, odnosno plan promocije u koji je uključen cilj promidžbe, opis usluga koji se promovira, publika na koju se cilja, načini promidžbe i metode distribucije. Uspješnost promidžbe treba se evaluirati i pronalaziti nove metode ako su prethodne bile neuspješne. 

## Poveznice
- Nacionalna knjižnica

## Vanjske poveznice
- UNESCOv manifest za narodne knjižnice
- Standard za narodne knjižnice u Republici Hrvatskoj
- Knjižnice grada Zagreba
- Portal narodnih knjižnica
- Hrvatsko knjižničarsko društvo